# Калорген
Калорге́н (фр. Calorguen, брет. Kerorgen, галло Calorgen) — коммуна во Франции, находится в регионе Бретань. Департамент — Кот-д’Армор. Входит в состав кантона Ланвалле. Округ коммуны — Динан.
Код INSEE коммуны — 22026.

## География
Коммуна расположена приблизительно в 330 км к западу от Парижа, в 45 км северо-западнее Ренна, в 60 км к востоку от Сен-Бриё.
По территории коммуны протекает река Ранс.

## Население
Население коммуны на 2016 год составляло 721 человек.
| 1962 | 1968 | 1975 | 1982 | 1990 | 1999 | 2008 | 2010 | 2016 |
| ---- | ---- | ---- | ---- | ---- | ---- | ---- | ---- | ---- |
| 507  | 506  | 450  | 497  | 508  | 523  | 665  | 671  | 721  |

## Администрация
| Период | Период | Фамилия       | Партия        | Примечания            |
| ------ | ------ | ------------- | ------------- | --------------------- |
| 2001   | 2008   | Эдуар Фустель | Разные правые |                       |
| 2008   | 2014   | Мартин Ино    |               |                       |
| 2014   | 2016   | Ален Мартен   | Разные правые | руководитель компании |
| 2016   |        | Марсель Робер |               | пенсионер             |

## Экономика
В 2007 году среди 394 человек в трудоспособном возрасте (15—64 лет) 290 были экономически активными, 104 — неактивными (показатель активности — 73,6 %, в 1999 году было 73,9 %). Из 290 активных работали 273 человека (155 мужчин и 118 женщин), безработных было 17 (9 мужчин и 8 женщин). Среди 104 неактивных 31 человек были учениками или студентами, 39 — пенсионерами, 34 были неактивными по другим причинам.

## Достопримечательности
- Церковь Сент-Юбер
  - Статуя Св. Губерта (XVIII век). Высота — 160 см. Исторический памятник с 1967 года[3]
  - Статуя Св. Георгия (XVIII век). Высота — 160 см. Исторический памятник с 1967 года[4]
- Усадьба Ферронней (XVI век). Исторический памятник с 1926 года[5]

## Фотогалерея

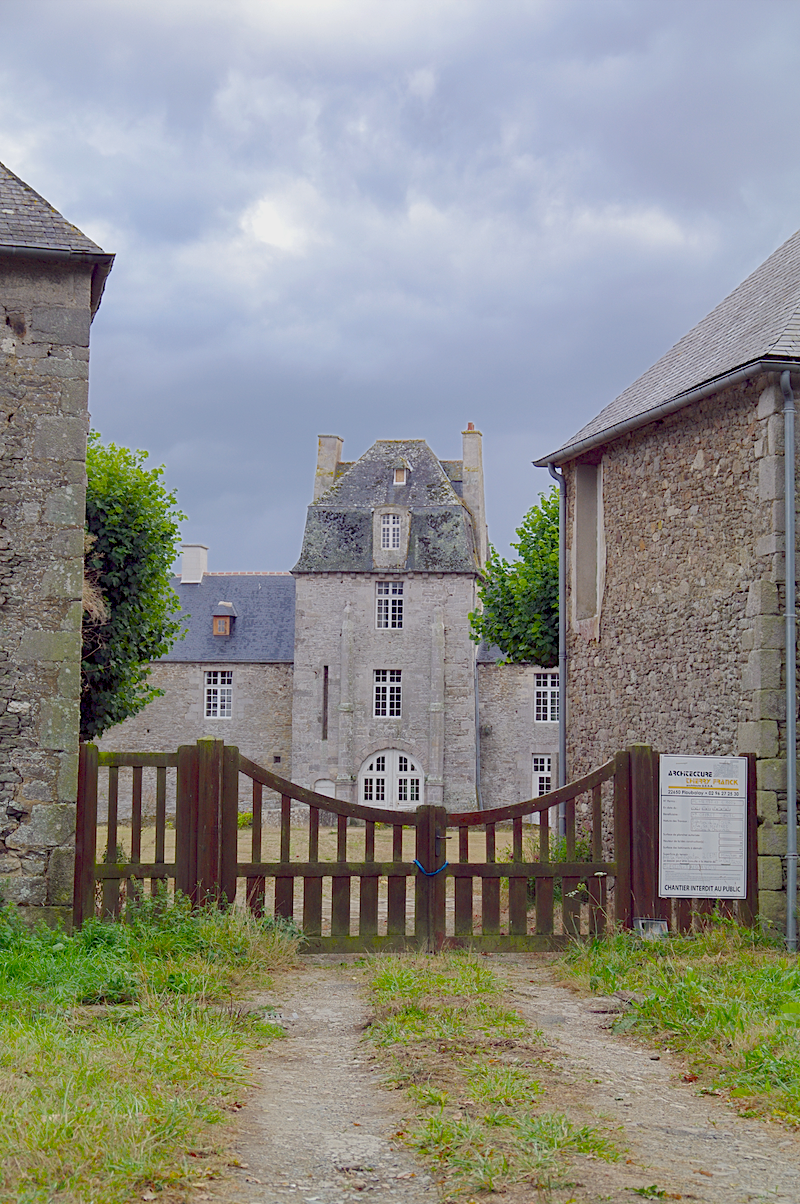
Усадьба Ферронней
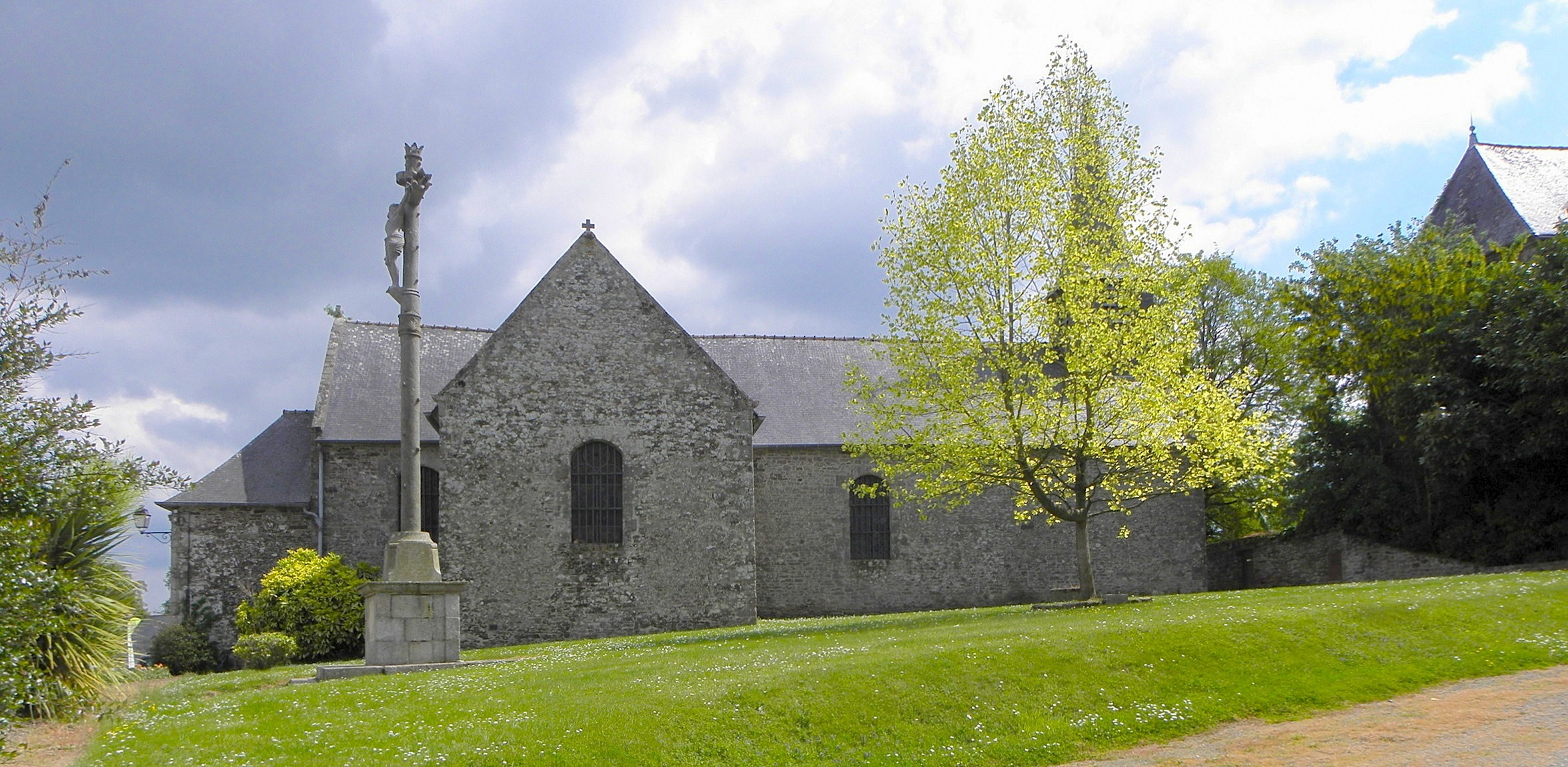
Церковь Сент-Юбер
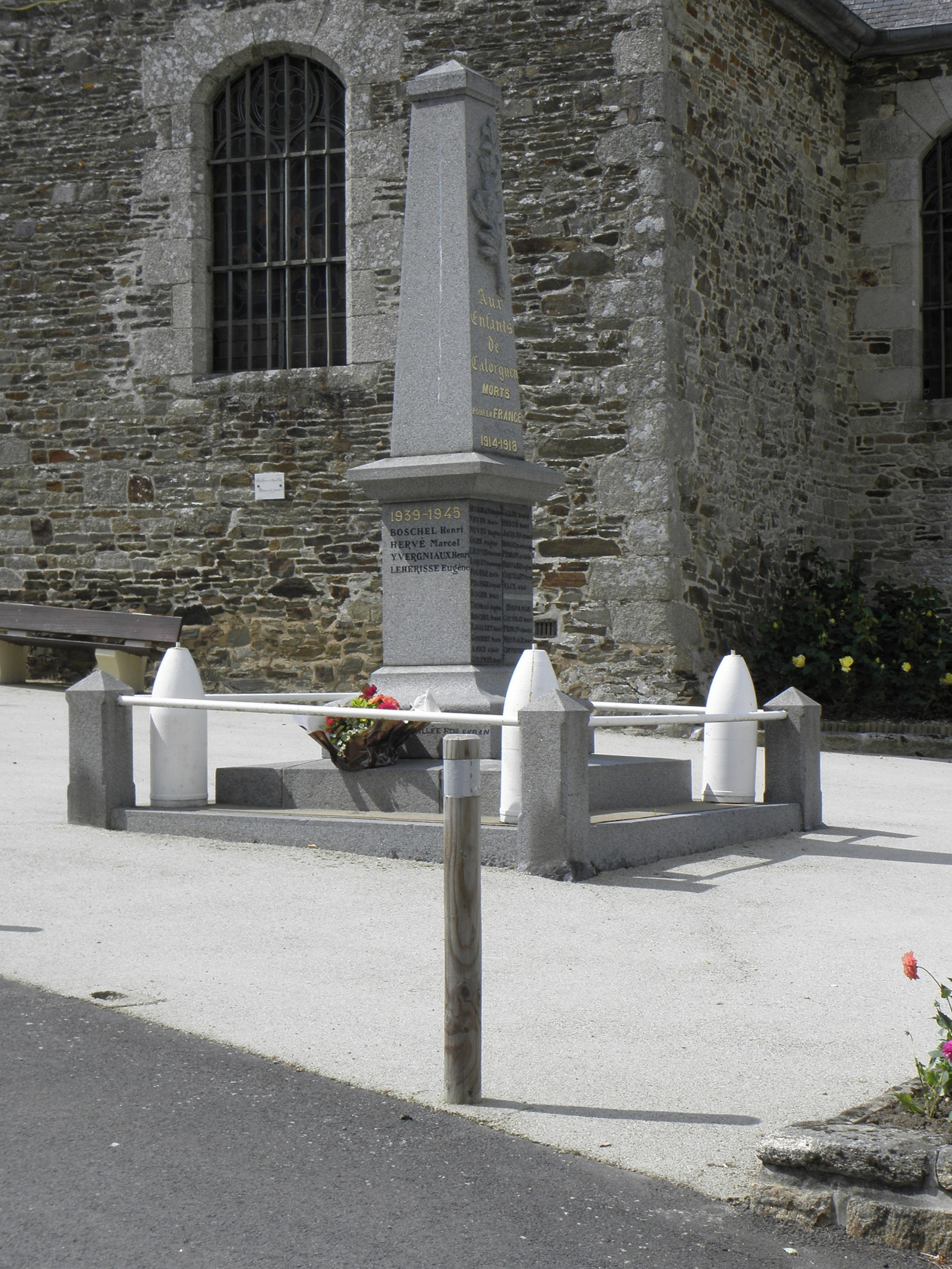
Военный мемориал